# East Sussex
East Sussex (IPA: /ˈsʌsɪks/) (Kelet-Sussex) Anglia egyik nem-nagyvárosi és ceremoniális megyéje a South East England régióban. Északról és keletről Kent, északnyugaton Surrey, nyugatról West Sussex megyékkel határos. Délről a La Manche csatorna határolja. Közigazgatási székhelye Lewes.
A nem-nagyvárosi és ceremoniális megye közötti különbség, hogy utóbbihoz hozzátartozik Brighton and Hove egységes hatósága (unitary authority) is. 2014-es becslés szerint a nem-nagyvárosi megye lakossága 527 200, míg a ceremoniális megyéé 800 200 fő.

## Története
A mai Sussex területét a római hódítás előtt a kelta atrebates törzs és a kelta-germán belgák szállták meg, majd miután Britannia római provincia lett, a szintén kelta regnenses törzs nyomult be ide, amelynek királyát, Cogidubnust a rómaiak is elismerték. A népvándorlás korában a part mentén erődöket építettek a szász betörések elhárítására, az angolszászok azonban megtelepedtek Britanniában és hét királyságot hoztak létre, amely közül az egyik Sussex (jelentése déli szászok) volt. Sussex csak rövid ideig volt önálló, előbb Wessex majd Mercia vazallusa lett, végül grófságként betagozódott az egységes angol királyságba.
Sussexben a többi angol grófságtól eltérően a közigazgatási alegységek (járások) neve rape volt. A keleti és nyugati három-három rape-nek már a középkorban külön bírósága volt és a 19. század elejétől külön választottak parlamenti képviselőt is. A megye hivatalos kettéválása 1865-ben történt meg és 1889-ben először megválasztották a megyei tanácsot. Az 1974-es közigazgatási reformmal létrejött East Sussex (Kelet-Sussex) ceremoniális megye is; ekkor a Mid Sussex régiót West Sussexhez csatolták. 1997-ben Brighton and Hove egységes hatósági státuszt kapott, vagyis kikerült a megyei tanács felügyelete alól.

## Földrajza
Az adminisztratív megye területe 1 709 km², míg a ceremoniálisé 1 792. East Sussex tengerparti délnyugati részén  Brighton és Eastbourne között húzódik a South Downs mészkődombokból álló vonulata. Ezt két folyóvölgy töri keresztül, az Ouse és a Cuckmere. Ahol a dombság a tengerrel találkozik, a puha kőzet erősen erodálódott és meredek fehér sziklafalakat hoz létre: a Seven Sisters-t (Hét nővér) és a 162 m magas Beachy Head-et. Beachy Head-től keletre Pevensey Levels valamikor mocsaras síksága található, amelyet régen többször elöntött a tenger. Ettől keletre Bexhill-on-Sea után kezdődik az agyagból és homokból felépülő, északnyugat-délkelet irányban húzódó Weald dombvidéke. A Weald legmagasabb vonulatai a Hastingstól keletre lévő homokkőszirteknél találkoznak a tengerrel. Tovább kelet felé a Pett Levels mocsarai, a Rother folyó torkolata, majd Camber Sands homokdűnéi következnek. East Sussex északkeleti felét a Weald foglalja el, amelynek magasabban fekvő részeit sűrű erdő takarja. A megye legmagasabb pontja a Southern Downs 248 méteres csúcsa, a Ditchling Beacon.
East Sussex, akárcsak a többi déli megye, jóval több napfényt kap, mint az angol átlag: 1 750 órát évente, szemben az 1340 órás brit átlaggal.
A sussexi településeket történelmileg elsősorban a tengerparton és a Weald vasbányái közelében alapították. Ma elsősorban a parti, turisták által látogatott városok fejlődnek gyorsan, mint Bexhill-on-Sea, Eastbourne vagy Hastings. 

## Közigazgatás és politika
East Sussex területét 5 kerületre (district) és egy egységes hatóságra osztják:
1. City of Brighton and Hove
2. Lewes
3. Wealden
4. Eastbourne
5. Rother
6. Hastings

East Sussex kerületei

East Sussex 8 képviselőt küld a parlament alsóházába. A 2015-ös választások után ezek közül 6 a Konzervatív Párt, 1 a Munkáspárt, 1 pedig a Zöld Párt jelöltje volt.

## Híres east sussex-iek
- Aubrey Beardsley grafikus
- Angela Carter író
- Simon Fuller producer
- Thomas Gage katona
- David Garnett író
- Rumer Godden író
- David Hare színműíró, rendező

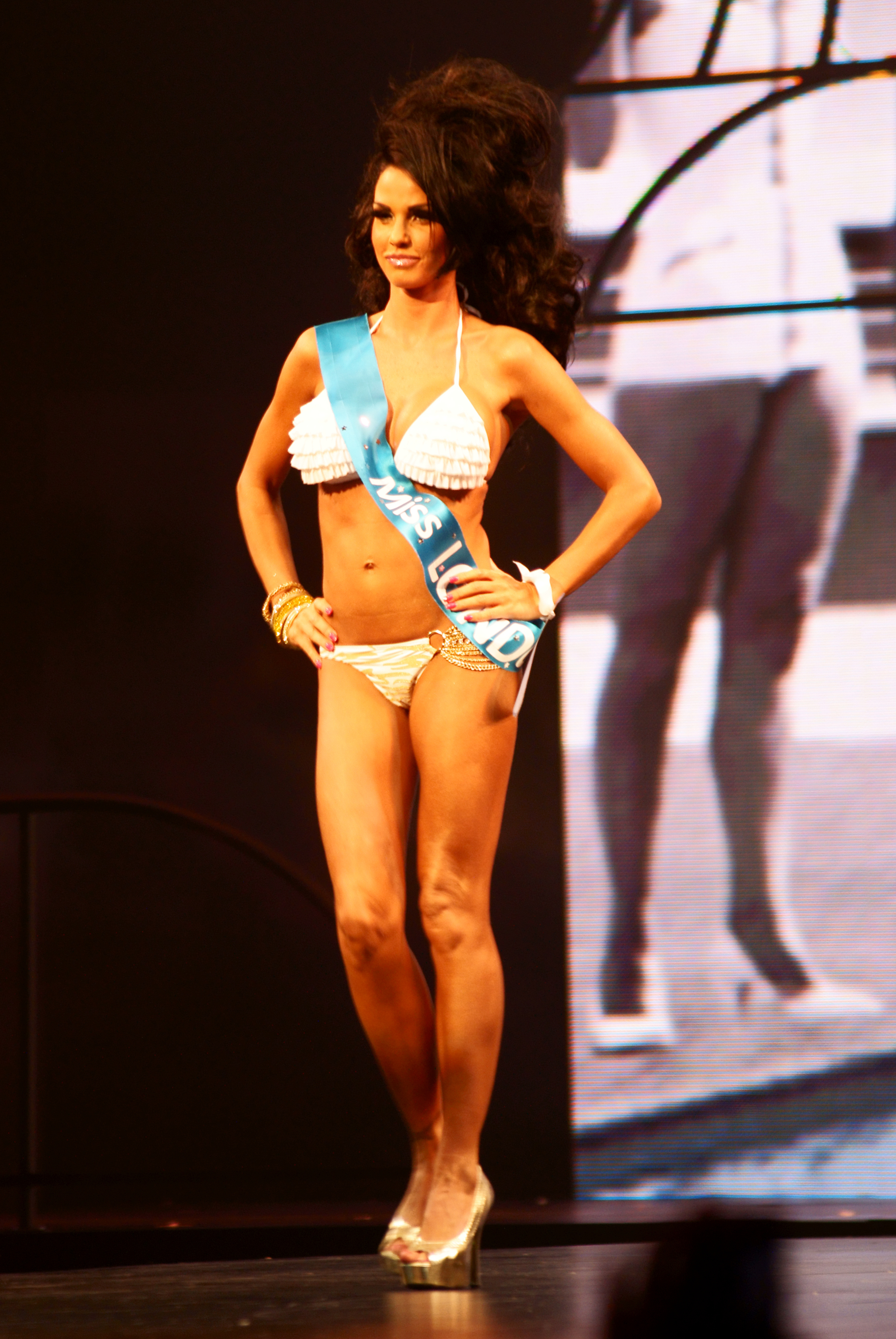
Katie Price

- Frederick Gowland Hopkins Nobel-díjas biokémikus
- Nigel Kennedy hegedűművész
- Gideon Mantell geológus, paleontológus
- Steve Ovett atléta
- Katie Price modell, TV-személyiség
- Gilbert Ryle filozófus
- Martin Ryle Nobel-díjas fizikus
- Frederick Soddy Nobel-díjas kémikus
- Angus Wilson író

## Látnivalók

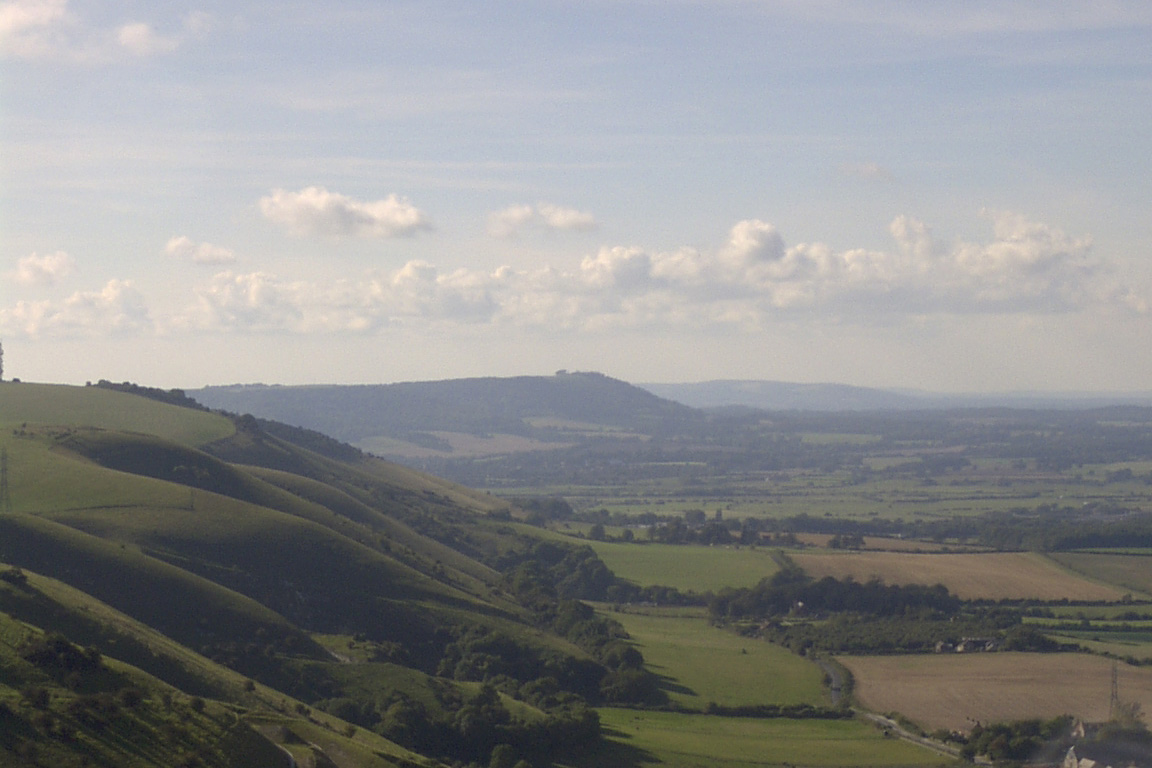
A South Downs Nemzeti Park
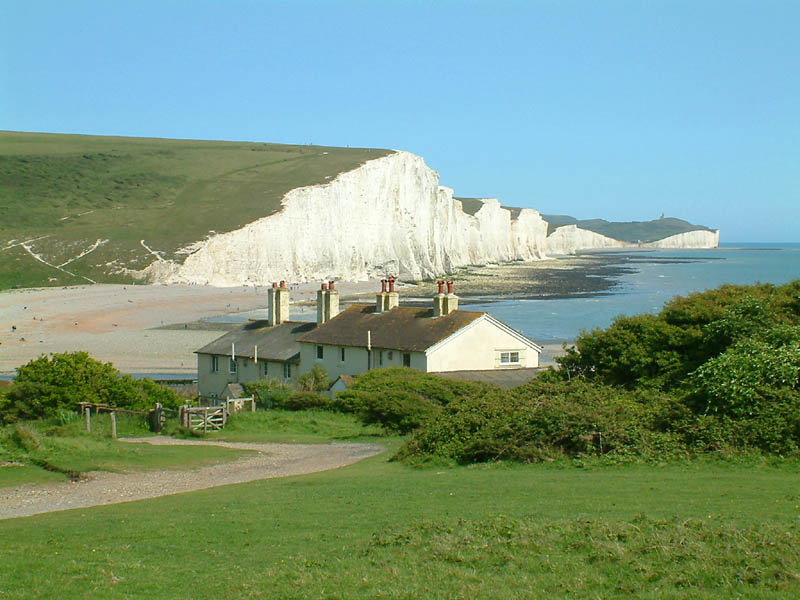
A parkban található a Seven Sisters sziklafalai...
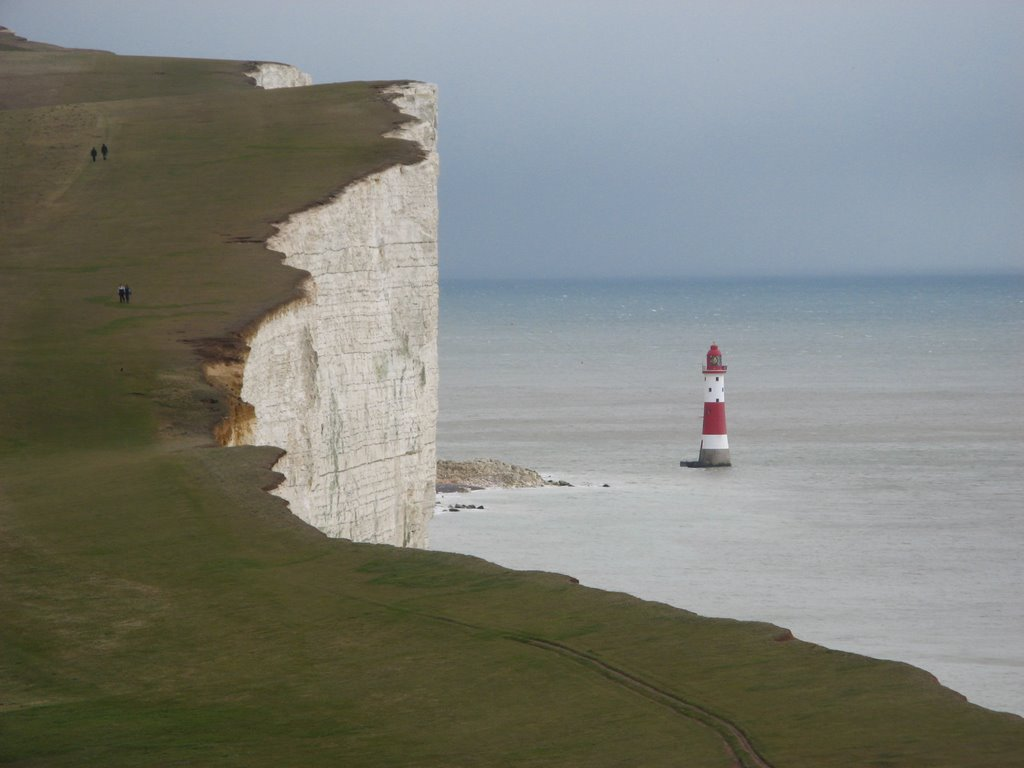
... és a Beachy Head szirtfoka
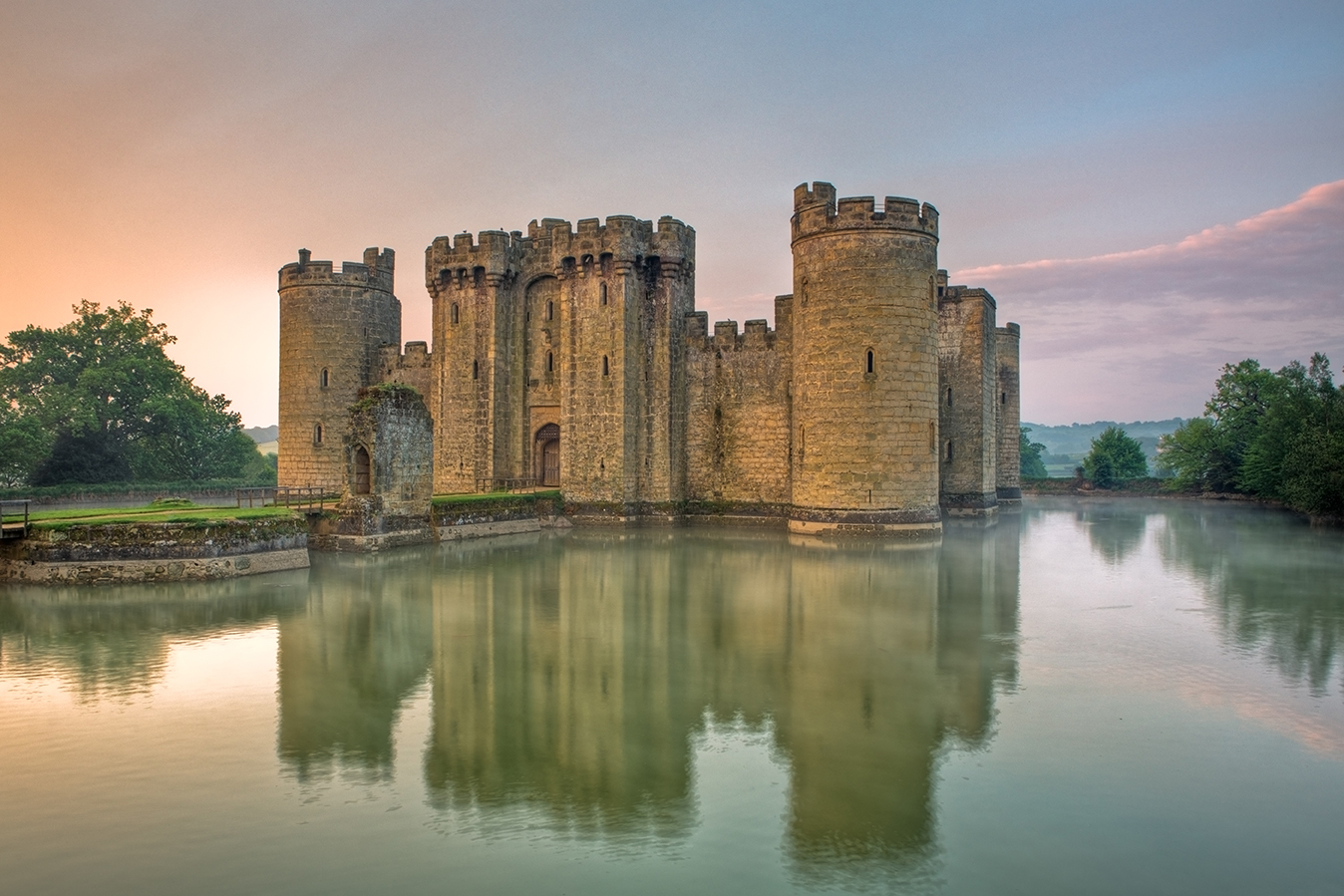
Bodiam Castle
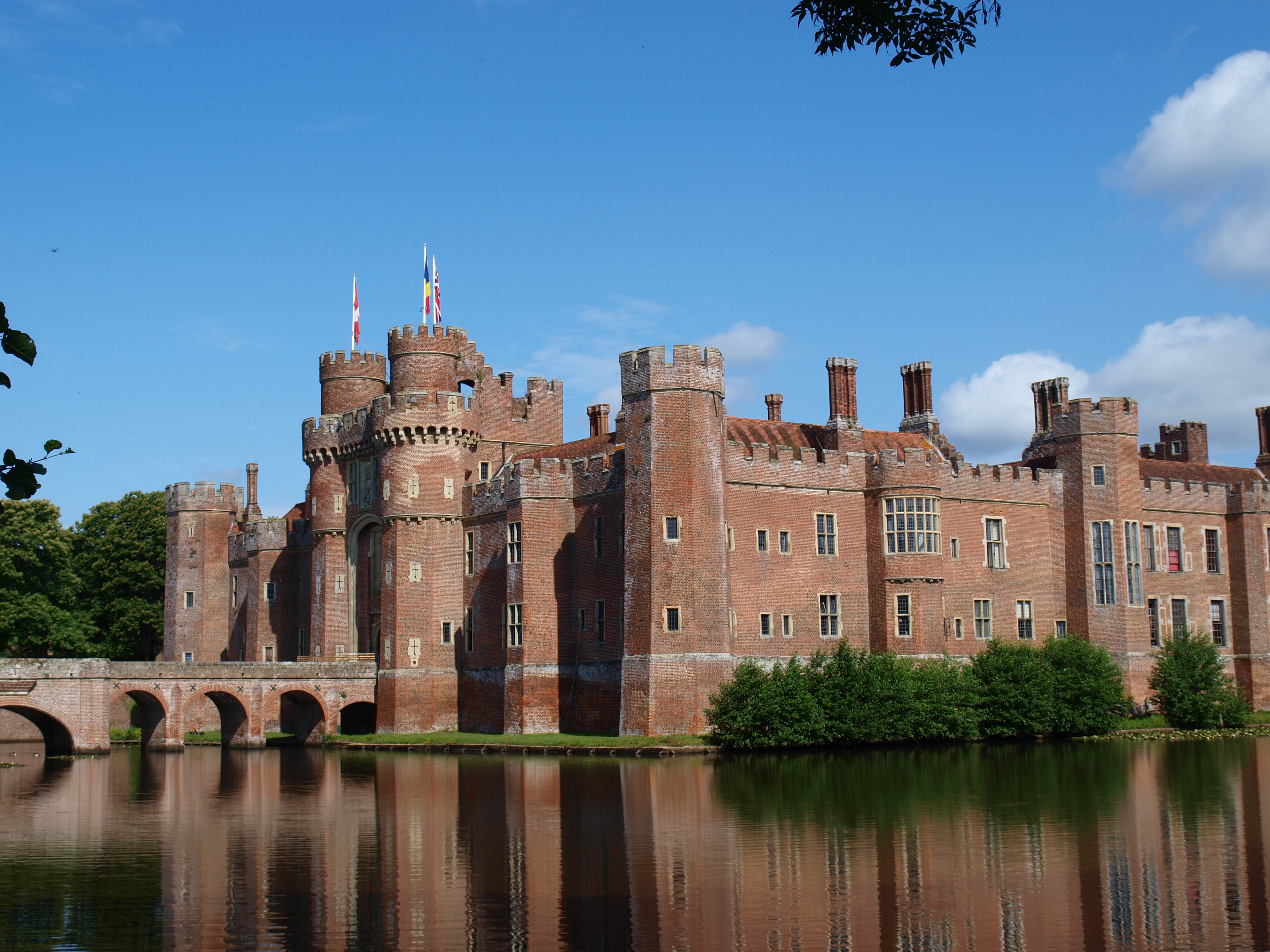
Herstmonceux Castle
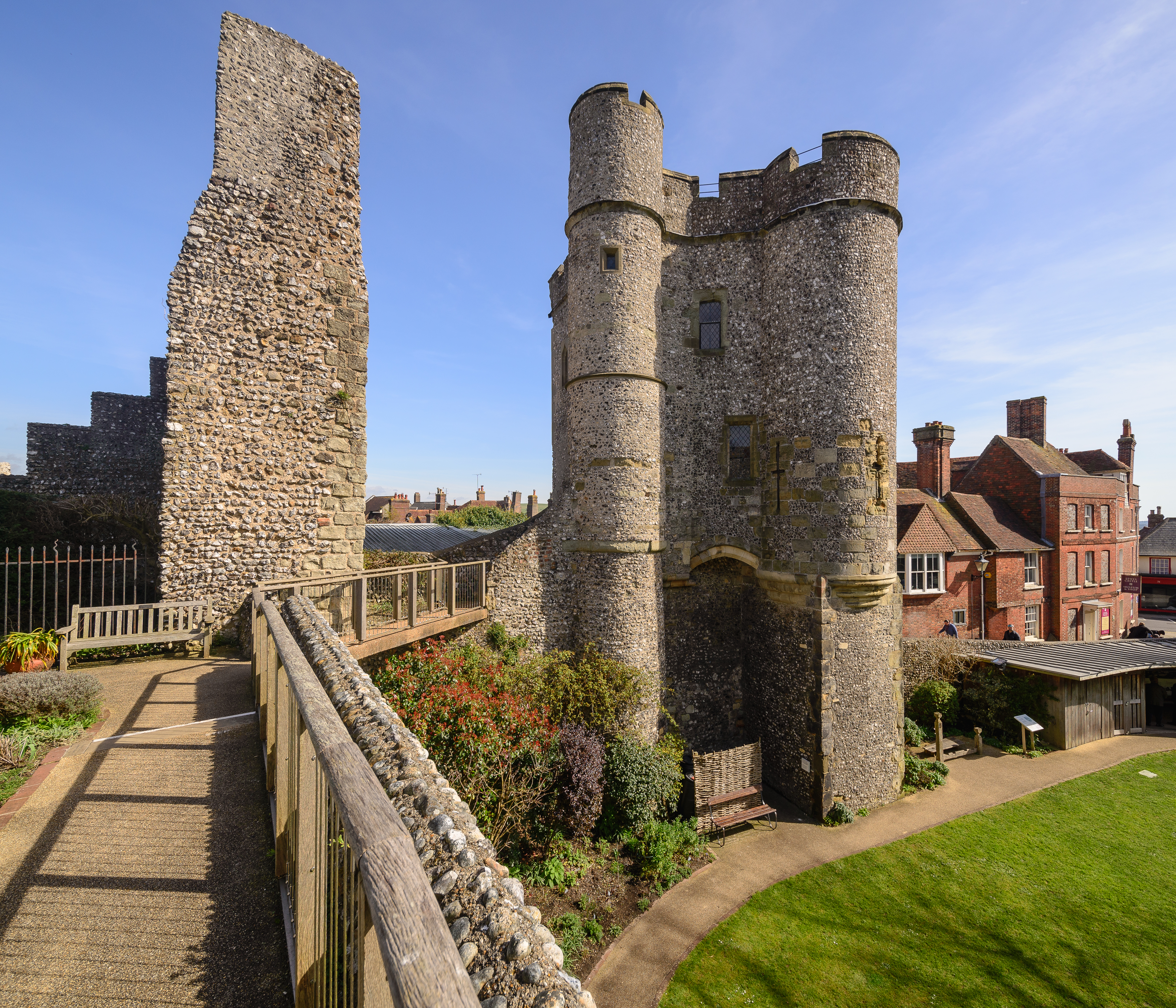
Lewes Castle
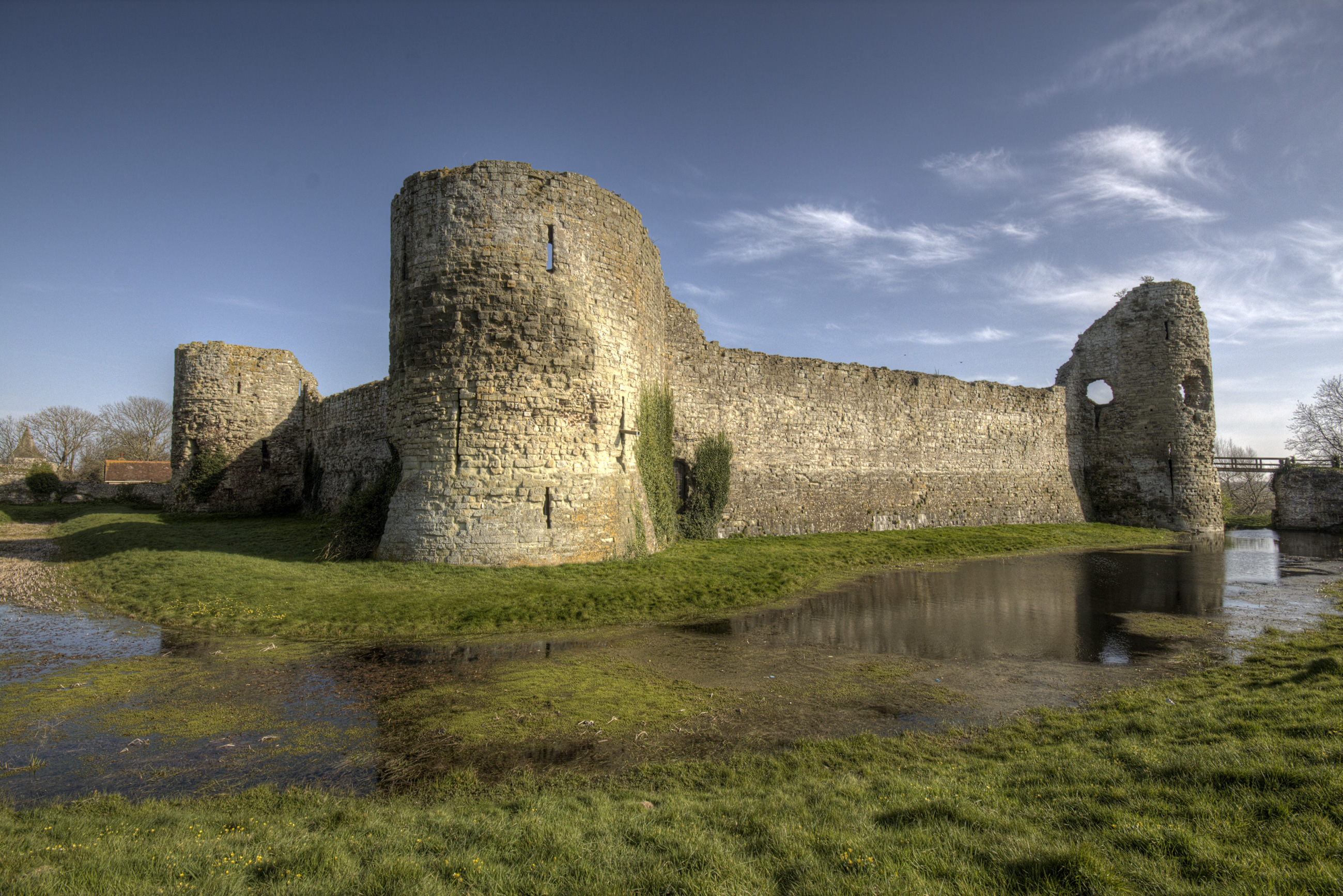
Pevensey Castle
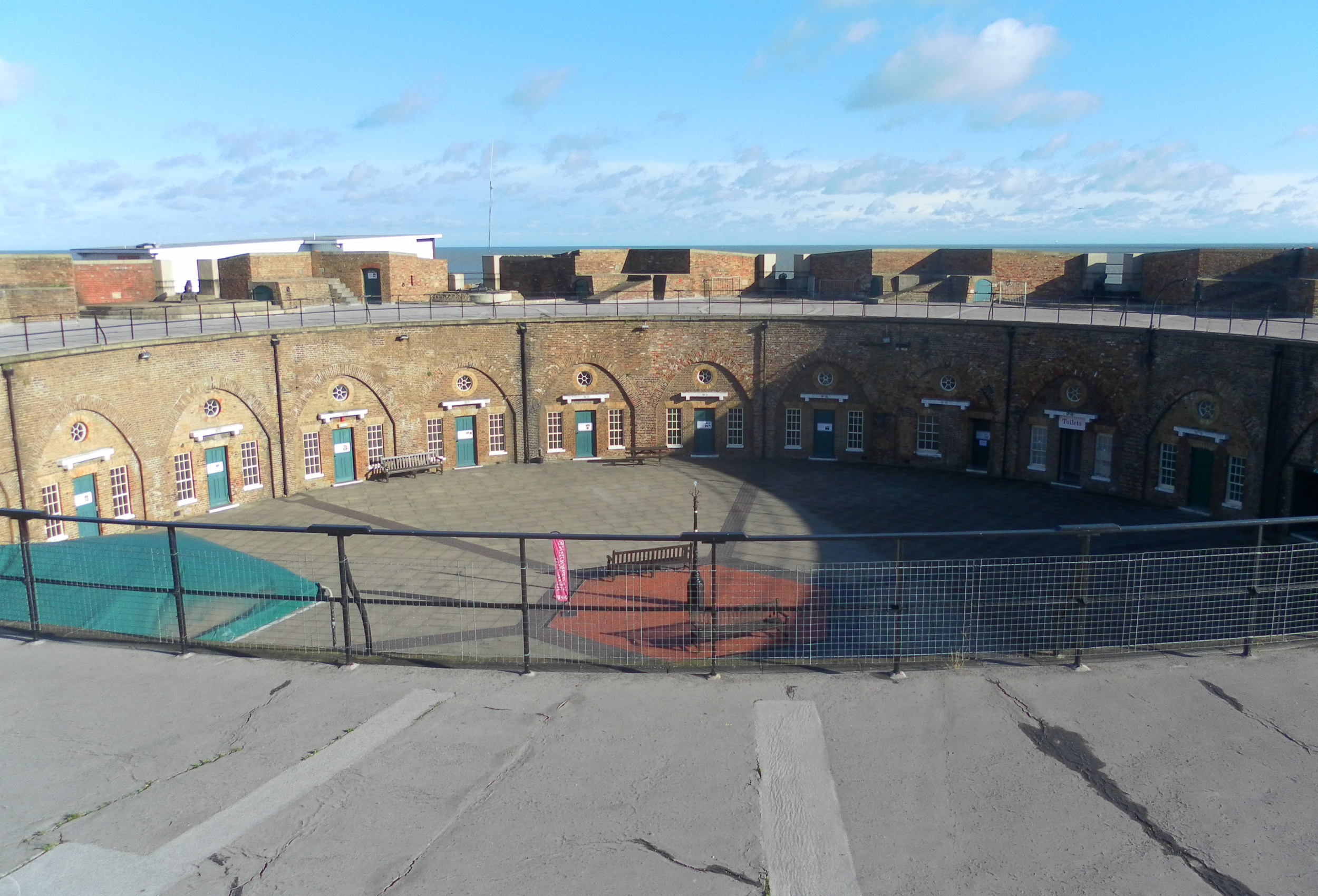
Eastbourne-i erőd
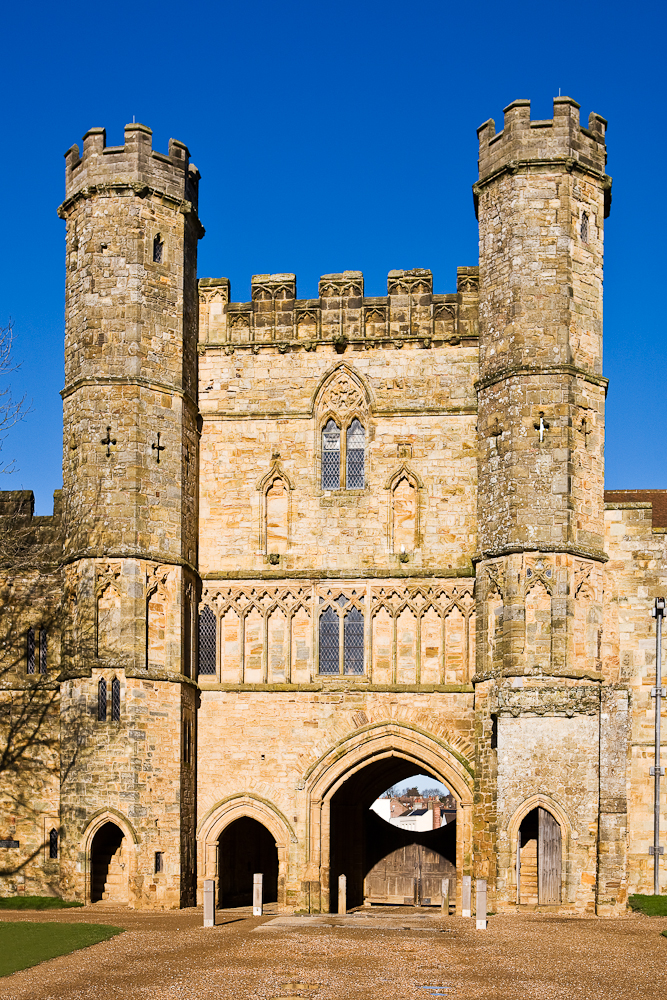
Battle Abbey
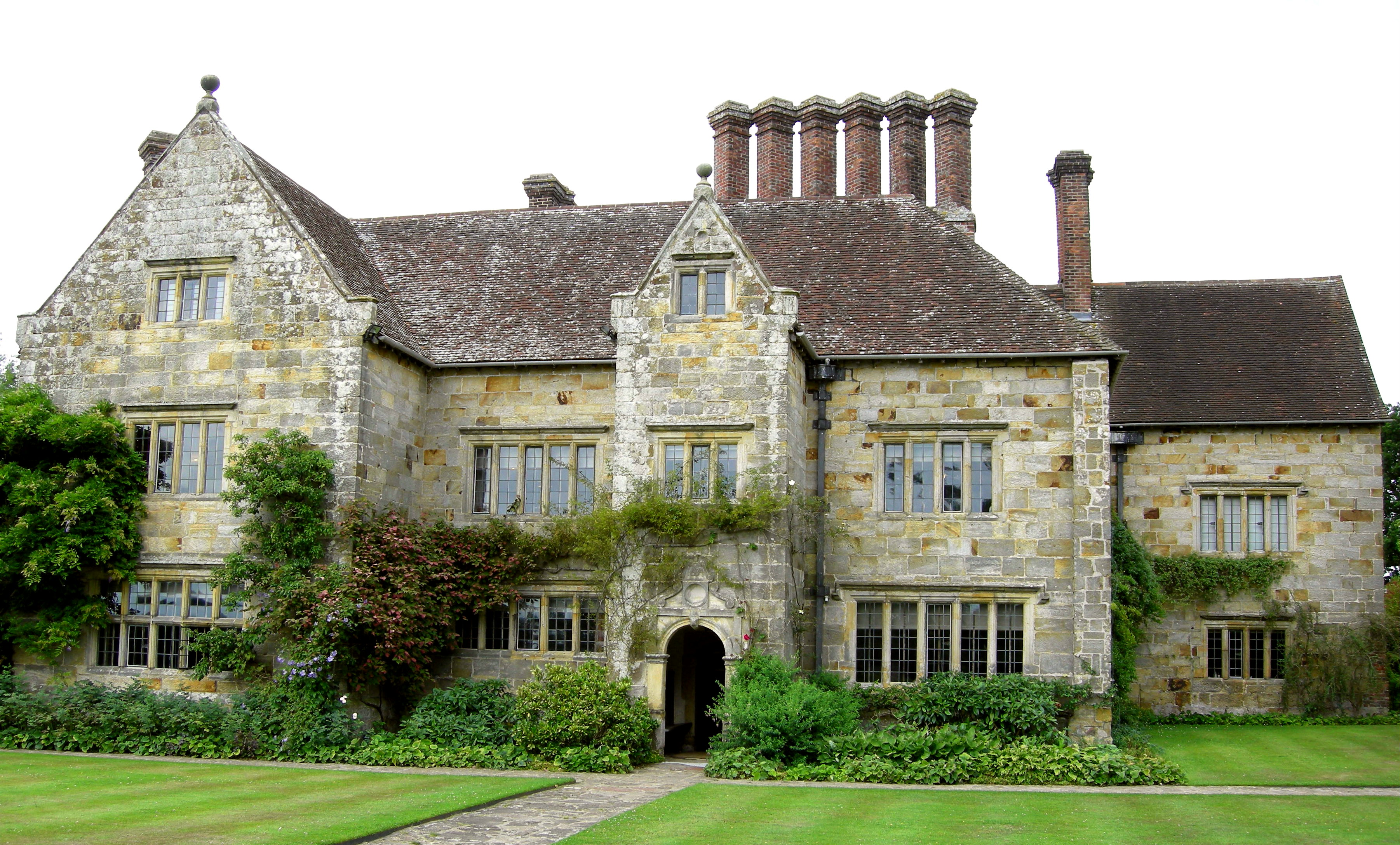
Bateman's, Rudyard Kipling háza

## Fordítás
- Ez a szócikk részben vagy egészben  az   East Sussex című angol Wikipédia-szócikk ezen változatának fordításán alapul.  Az eredeti cikk szerkesztőit annak laptörténete sorolja fel. Ez a jelzés csupán a megfogalmazás eredetét és a szerzői jogokat jelzi, nem szolgál a cikkben szereplő információk forrásmegjelöléseként.